# البطولات الفرنسية 1966 (كرة مضرب)
قائمة بطولات البطولات الفرنسية لعام 1966 (المعروفة الآن بدورة رولان غاروس) :

## الكبار

### فردي رجال
توني روتشي هزم  إستيفان جوالياس, النتيجة:6-1 6-4 7-5

### فردي سيدات
أن جونز هزمت  نانسي ريتشي، النتيجة: 6-3 6-1